# 电影理论
电影理论（英語：Film theory），是研究电影的创作与传播，以及与电影相关社会、经济、政治、文化论题的系统性知识体系，是伴随电影的诞生、发展密切相关的理论总结和学术现象。

## 歷史
电影诞生百年以来，电影理论和电影创作运动紧密相关。苏联学派的探索推动了蒙太奇理论建立、法国和德国的先锋派创作实践与先锋派理论相互辉映，意大利新现实主义运动启发了真实美学的建立，法国新浪潮运动与法国电影手册派互为表里，改变了人们对电影的理解，爱森斯坦的蒙太奇理论和安德烈·巴赞的长镜头理论深化了我们对电影的认识；电影作者论强调了导演的核心作用，加强了对电影实践的指导。而好莱坞的制片厂体制、类型片模式及后来的新好莱坞独立制片是电影产业化的典范，完全导演论则在电影作者论和制片人中心制的基础上充分考虑导演的完整职能以及与投资人的关系，建立了从美国新好莱坞、新浪潮到新生代的完全导演职能模型和导演资本制的应用原则。